# Haus Hardenberg
La Haus Hardenberg (letteralmente: «edificio Hardenberg», dal nome della strada su cui si affaccia) è un edificio per uffici di Berlino, sito nel quartiere di Charlottenburg.
Importante esempio di architettura moderna degli anni cinquanta del XX secolo, è posta sotto tutela monumentale (Denkmalschutz).

## Storia

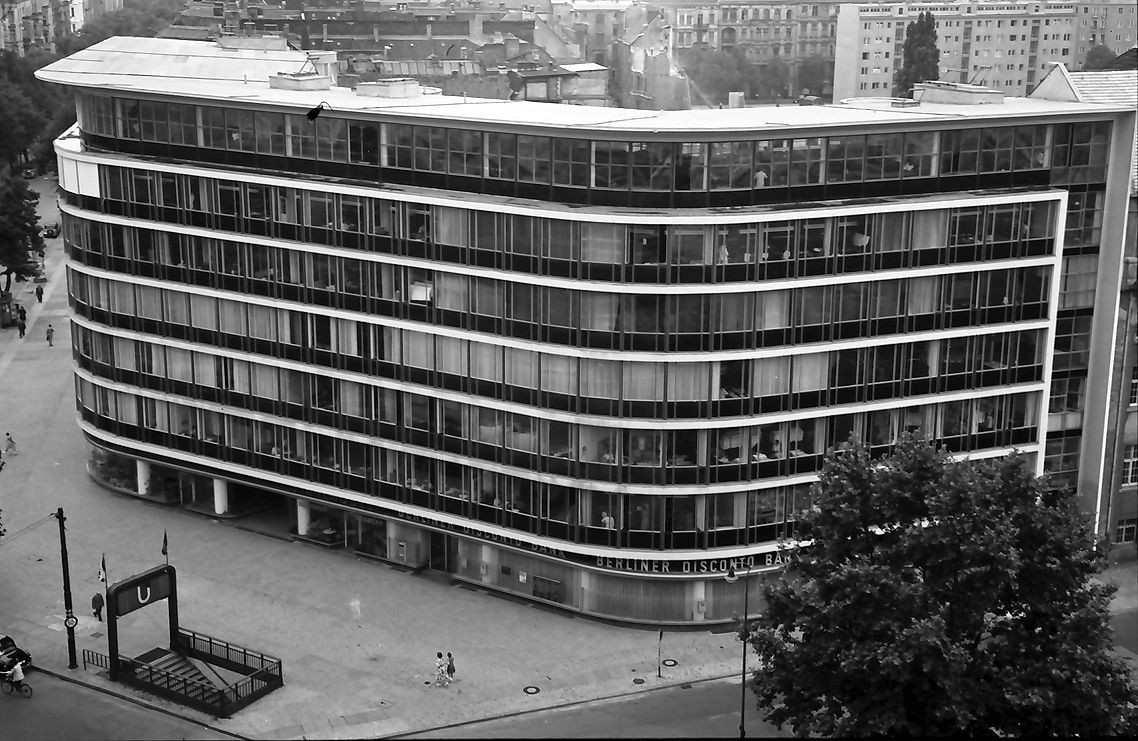
Nel 1957

L'edificio venne costruito dal 1955 al 1956 su progetto di Paul Schwebes. Esso venne restaurato dal 2003 al 2005 su progetto dello studio di architettura Winkens Architekten, rispettando rigorosamente l’aspetto architettonico d’origine e aggiornando gli impianti tecnici.

## Caratteristiche
L’edificio occupa un lotto di forma irregolare posto in fregio alla Hardenbergstraße all’angolo con le strade Knesebeckstraße e Schillerstraße. Il volume edilizio è disposto lungo il filo stradale e delimita un cortile interno.
L’edificio, che ha struttura portante in acciaio, conta sette piani; di essi il piano terreno ospita esercizi commerciali, mentre i piani superiori sono adibiti a uffici.
Le facciate hanno un carattere marcatamente orizzontale, dato dalle finestrature continue (curtain wall) alternate alle solette che dividono i piani. L'ultimo piano è arretrato, e sopra di esso il tetto sospeso sporge anteriormente concludendo il volume dell'edificio.
La curvatura degli angoli e le curvature e le concavità del tetto generano un effetto di dinamismo e leggerezza, che nel carattere ricorda alcune architetture commerciali di Erich Mendelsohn degli anni trenta.
All'interno dell'edificio si segnalano le scale di forma curvilinea, nel tipico stile degli anni cinquanta.

### Fonti
- (DE) Adrian von Buttlar, Haus Hardenberg (sog. Kiepert-Haus), in Adrian von Buttlar, Kerstin Wittmann-Englert, Gabi Dolff-Bonekämper (a cura di), Baukunst der Nachkriegsmoderne. Architekturführer Berlin 1949–1979, Berlino, Dietrich Reimer Verlag, 2013,  pp. 176-177, ISBN 978-3-496-01486-7.

### Testi di approfondimento
- (DE) Architekten- und Ingenieurverein zu Berlin (a cura di), Berlin und seine Bauten, Teil VIII, Bd. A: Bauten für Handel und Gewerbe. Handel, Berlino (Ovest), 1978,  pp. 203, 239.
- (DE) Adrian von Buttlar e Christoph Heuter, denkmal!moderne – Architektur der 60er Jahre. Wiederentdeckung einer Epoche, Berlino, 2007,  p. 20.